# 마투그로수개얼굴박쥐
마투그로수개얼굴박쥐(Molossops mattogrossensis)는 큰귀박쥐과에 속하는 남아메리카 박쥐의 일종이다. 브라질과 콜롬비아, 가이아나 그리고 베네수엘라에서 발견된다. "마투그로수개얼굴박쥐아속" 또는 "네오플라티몹스아속"(Neoplatymops)을 별도의 속으로 분류하기도 하며, 그럴 경우 마투그로수개얼굴박쥐속의 유일종이 된다.